# Afrobeats
Ne doit pas être confondu avec afrobeat ou afroswing.
Sous-genres
Azonto, banku, pon pon
Genres dérivés
Afroswing, bakosó, afro trap, afro-soca, alté (en)
Genres associés
Gqom, bongo flava, hip-hop africain, hip-hop ghanéen, UK funky, zouk
L'afrobeats, également connu sous les noms d'afro-pop et d'afro-fusion, est un terme générique décrivant la musique pop contemporaine faite en Afrique de l'Ouest et par sa diaspora,,, qui s'est initialement développée au Nigeria, au Ghana et au Royaume-Uni dans les années 2000 et 2010,. L'afrobeats est plus un terme décrivant la fusion des sons provenant du Ghana et du Nigeria qu'un style en soi. Des genres tels que la hiplife, le jùjú, la highlife et le naija beats, entre autres, sont souvent regroupés sous le terme parapluie « afrobeats »,.
L'afrobeats est principalement produit à Lagos, à Accra et à Londres.